# Tekezésolfågel
Tekezésolfågel (Nectarinia tacazze) är en fågel i familjen solfåglar inom ordningen tättingar.

## Utseende och läte
Tekezésolfågeln är en stor och mörk solfågel. Hane i häckningsdräkt kan verka helsvart, men är egentligen lila glänsande med koppargrönt huvud. Utanför häckningstid förlorar hanen det mesta av glanset men behåller vanligen dess förlängda centrala stjärtpennor. Honan är sotigt olivgrön med ett ljust ögonstreck och en liten mörk mask över ögonen. Fågeln är lik bronssolfågeln, men hanen skiljer sig genom purpurglansen och honan genom mer färglös och också ostreckad undersida. Honan är även lik hona malakitsolfågel, men har mindre gult under. Vanligaste lätet består av en serie med "tew" och sången är en frenetisk och ljus ramsa.

## Utbredning och systematik
Tekezésolfågel delas in i två underarter:
- N. t. tacazze – förekommer i högländer i Eritrea och Etiopien
- N. t. jacksoni – förekommer i sydöstra Sydsudan, norra och östra Uganda, västra Kenya och norra Tanzania

## Status
Arten har ett stort utbredningsområde och beståndet anses stabilt. Internationella naturvårdsunionen IUCN listar den därför som livskraftig (LC).

## Namn
Fågeln har fått sitt svenska och vetenskapliga artnamn efter Tekezéfloden (=Tacazze) i Etiopien.